# Richard Powers
Richard Powers (Evanston, 18 giugno 1957) è un romanziere statunitense.
Le sue opere esplorano gli effetti della scienza moderna e della tecnologia sulle vite umane, mantenendosi lontano dai toni estremi sia dell'esaltazione acritica sia del luddismo intellettuale.
Nato a Evanston in Illinois e interessato alle scienze durante l'adolescenza, si è iscritto a un corso di laurea in fisica alla University of Illinois. Presto però è stato sedotto dalla letteratura, riuscendo a ottenere una laurea in questa materia nel 1979. Dopo la laurea, ha lavorato a Boston come programmatore finché un incontro con un fotografo al Museum of Fine Arts lo ha talmente affascinato da spingerlo a lasciare il suo lavoro e trascorrere i due anni successivi a scrivere il suo primo romanzo, Tre contadini che vanno a ballare, pubblicato nel 1985.
In seguito Powers si trasferì temporaneamente nei Paesi Bassi, dove scrisse Il dilemma del prigioniero, un lavoro che giustappone Disney e l'armamento nucleare, e poi il suo lavoro più conosciuto, The Gold Bug Variations una storia che unisce genetica, musica, e informatica.
Insegna scrittura creativa alla University of Illinois at Urbana-Champaign.

## I suoi scritti
- Operation Wandering Soul, narra di un giovane dottore che ha a che fare con le brutte realtà di un reparto di chirurgia pediatrica. Fu scritto perlopiù durante un anno di permanenza alla Cambridge University e fu completato quando Powers ritornò in Illinois nel 1992.
- Galatea 2.2 (1995) è una bella ma tragica storia di Pigmalione su un esperimento di intelligenza artificiale andato male.
- Sporco denaro (1998) è uno sguardo devastante alla storia di una multinazionale nel settore dei prodotti per l'igiene (dietro la quale alcuni commentatori hanno visto la Procter & Gamble), intrecciata con la storia di una donna che vive vicino a una fabbrica di questa società e che muore di cancro alle ovaie.
- Plowing the Dark (2000) è un'altra storia parallela, questa volta di un gruppo di ricerca di Seattle che costruisce una realtà virtuale innovativa, mentre allo stesso tempo un insegnante americano viene tenuto ostaggio in Beirut, con un finale mozzafiato.
- Segue Il tempo di una canzone, pubblicato nel gennaio 2003 e uscito in Italia per Mondadori nel 2010; il romanzo tratta dei problemi razziali negli Stati Uniti tra la fine degli anni '30 e oggi, e s'incentra sulla vicenda dei tre fratelli Storm, figli di padre bianco e madre nera. La loro storia si intreccia con l'evoluzione della musica americana, e in generale con la storia della musica nel suo complesso.

## Premi e riconoscimenti
- Ha ricevuto una MacArthur Fellowship nel 1989 e un Lannan Literary Award nel 1999.
- Nel 2006 ha vinto il National Book Award per Il fabbricante di eco.
- Nel 2019 ha vinto il Premio Pulitzer per la narrativa, con il romanzo Il sussurro del mondo. Motivazione Un romanzo dalla costruzione geniale, rigoglioso e ramificato come gli alberi di cui racconta: la meraviglia della loro interazione evoca quella degli uomini che vi vivono accanto.

## Opere
- 1985 Tre contadini che vanno a ballare (Three Farmers on Their Way to a Dance), Torino Bollati Boringhieri, 1991.
- 1988 Il dilemma del prigioniero (Prisoner's Dilemma), Torino, Bollati Boringhieri, 1996.
- 1991 Canone del desiderio (The Gold Bug Variations), La nave di Teseo, 2020. ISBN 9788834601815
- 1993 Operazione anime erranti (Operation Wandering Soul), trad. Licia Vighi, Milano, La nave di Teseo, 2023. ISBN 9788834615089
- 1995 Galatea 2.2. (Galatea 2.2), trad. Luca Briasco, Roma, Fanucci, 2003. Milano La nave di Teseo, 2021. ISBN 9788834608272
- 1998 Sporco denaro (Gain), trad. Luca Briasco, Roma, Fanucci, 2007.
- 2000 Plowing the Dark, Farrar, Straus & Giroux (ISBN 0-374-23461-2)
- 2003 Il tempo di una canzone (The Time of Our Singing), Milano, Mondadori, 2007.
- 2006 Il fabbricante di eco (The Echo Maker), Milano, Mondadori, 2008.
- 2009 Generosity (Generosity: An Enhancement), Milano, Mondadori, 2011.
- 2014 Orfeo (Orfeo), Milano, Mondadori, 2014.
- 2018 Il sussurro del mondo (The Overstory) trad. Licia Vighi, Milano, La nave di Teseo, 2019. ISBN 978-8893449021
- 2021 Smarrimento (Bewilderment), trad. Licia Vighi, Milano, La nave di Teseo, 2021. ISBN 9788834607411